# Idaea grisescens
Idaea grisescens là một loài bướm đêm trong họ Geometridae.